# Friedrich Dittes
Friedrich Dittes, född den 23 september 1829 i Irfersgrün i sachsiska Vogtland, död den 15 maj 1896 i Wien, var en tysk pedagog.
Dittes, som först var folkskollärare, studerade 1851–1852 samt 1858–1860 vid Leipzigs universitet. Han blev 1860 subrektor vid realläroverket i Chemnitz, 1865 skolråd och seminarierektor i Gotha (som efterträdare till Karl Schmidt) samt 1868 föreståndare för lärarpedagogiet i Wien, från vilken befattning han genom angrepp från klerikala krafter föranläts ta avsked 1881. Dittes var 1873–1879 medlem av österrikiska riksrådet (riksdagen) och verkade där nitiskt för
frisinnade reformer i och lyftning av det offentliga skolväsendet. I filosofiskt avseende stödde han sig på Beneke, i praktisk-pedagogiskt på Pestalozzi och Diesterweg. Bland Dittes utgivna arbeten bör nämnas Das ästhetische nach seinem Grundwesen und seiner pädagogischen Bedeutung (1854) och Schule der Pädagogik (1876; 6:e upplagan 1901). Han redigerade 1873–1885 Pädagogischer Jahresbericht och utgav från 1878 månadsskriften Pädagogium. Dittes och hans pedagogiska program behandlas i en monografi av Albrecht Goerth, Friedrich Dittes, in seiner Bedeutung für Mit- und Nachwelt (1899).